# 演芸まんがショー
『演芸まんがショー』（えんげいまんがショー）は、1967年4月3日から同年6月26日までNET（現・テレビ朝日）系列局で放送されていた毎日放送製作の演芸番組である。全13回。放送時間は毎週月曜 19:30 - 20:00 （日本標準時）。
毎回2組の寄席芸人が持ち芸を披露していた番組で、横山ノック・フック（後の青芝フック）・パンチ（後の上岡龍太郎）の漫画トリオが司会を務めていた。

## 各回の出演者
1. 中田ダイマル・ラケット、ミュージカルぼーいず
2. てんぷくトリオ、島田洋之介・今喜多代
3. 四代目三遊亭金馬、すっとんトリオ
4. 七代目立川談志、海原お浜・小浜
5. 上方柳次・柳太、トリオ・スカイライン
6. 三遊亭歌奴（後の三遊亭圓歌）、かしまし娘
7. 天兵トリオ ほか
8. 京唄子・鳳啓助、青空千夜・一夜
9. （不明）
10. 牧伸二、夢路いとし・喜味こいし
11. ドンキーカルテット、若井はんじ・けんじ
12. 晴乃ピーチク・パーチク、横山ホットブラザーズ
13. 獅子てんや・瀬戸わんや ほか